# Adrianus Barlandus
Adrianus Barlandus, latinisering van Adriaan van Baerland (Baarland (Zuid-Beveland), 28 september 1486 – Leuven, 30 november 1538), was een Zeeuws filoloog, historicus, moraalfilosoof en literator, die werkzaam was in Leuven.

## Levensloop

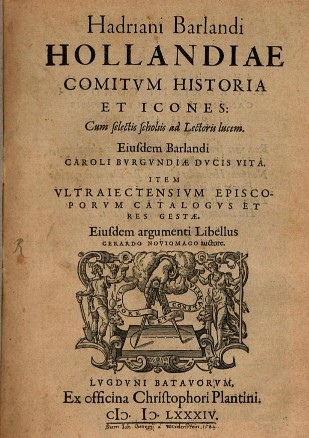
Titelpagina van Hollandiae comitum historia et icones (De geschiedenis en portretten van de Hollandse graven) van Adrianus Barlandus. (1584) Het is het eerste boek dat Christoffel Plantijn tijdens zijn periode in Leiden drukt. Hij droeg het op aan de Staten van Holland

Barlandus bezocht toen hij elf was de Latijnse school van Pieter de Schot in Gent en ging in 1501 studeren aan de Pedagogie Het Varken in Leuven (minorennes porcenses: men doorliep deze pedagogie van de Artes faculteit alvorens toegang te krijgen tot de hogere faculteiten rechten, geneeskunde of theologie). In 1505 werd hij licentiaat in de filosofie. Hij begon onmiddellijk Latijn te doceren en in 1509 werd hij hoogleraar filosofie. Na de propedeuse specialiseerde hij zich in de theologie. In 1515 werd Barlandus priester gewijd, maar hij heeft zijn meeste tijd besteed als docent aan de universiteit en als privéleraar, niet ongevoelig voor prebenden of officies die hem een behoorlijk inkomen bezorgden. Hij doceerde filosofie als legens en was verbonden aan de letterenfaculteit als quodlibetarius.
Barlandus was al heel vroeg een groot aanhanger van Erasmus. In 1516 maakte hij ten behoeve van zijn broer Cornelius Barlandus een catalogus op van de geschriften van Erasmus. Hij stuurde de lijst ook naar Erasmus zelf, die er aangenaam verrast door was. In 1518 aanvaardde hij leraar Latijn te worden in het pas opgerichte Collegium Trilingue in Leuven en sprak de inaugurale rede uit. Het jaar daarop nam hij ontslag, enerzijds omdat hij de vergoeding te laag vond, anderzijds omdat er wrijvingen waren tussen de Artes-faculteit en het nieuw college. In 1520 publiceerde hij een selectie brieven van Erasmus. In februari 1526 werd hij rhetor publicus of hoogleraar welsprekendheid in de Artes-faculteit en bleef dit tot aan zijn dood.
Barlandus' functie als privédocent bracht hem in aanraking met de invloedrijke families van zijn tijd. De belangrijkste voorbeelden daarvan zijn de kinderen van Jan III van Egmond, leider van de Kabeljauwse factie en stadhouder van Holland, Zeeland en West-Friesland. Ook was Karel van Croÿ, de broer van Willem van Croÿ, de groot-kamerheer van keizer Karel V, een van zijn leerlingen. Verder had hij contact met de politieke wereld als protegé van Adolf van Bourgondië, heer van Veere, en Maximiliaan van Bourgondië en droeg hij werken op aan diverse andere mecenassen.
Barlandus' voornaamste wereld was echter die van de geleerden. Hij hoorde tot het netwerk van humanisten rondom Erasmus, in wiens correspondentie enige brieven van en aan hem bewaard zijn gebleven. Ook gaf hij werk van Erasmus uit. Tot zijn contacten hoorden verder onder meer Juan Luis Vives, Latomus, Cranevelt, Geldenhouwer en Martinus Dorpius. In moderne wetenschappelijke literatuur wordt hij steeds beschreven als een belangrijk voorvechter van de hernieuwde studie van de klassieke letteren.
Als humanist heeft Barlandus gepubliceerd in allerlei genres. Behalve historiografische werken heeft hij ook edities, vertalingen en commentaren voor klassieke auteurs geschreven: Aesopus, Lucianus, Vergilius, Plinius de Jongere, Livius en Terentius. Verder publiceerde hij traktaten over de retorica, pedagogische werken (waaronder dialogen in navolging van Erasmus) en een moreel-filosofische verhandeling.

## Lof op de stad Brugge
Barlandus heeft in zijn 'Descriptio Flandriae' een van de meest dithyrambische lofbetuigingen ooit geschreven over de schoonheid van de stad Brugge. De zinnen luiden:
Publicarum privatarumque edium in hoc oppido splendor et magnificentia omnem orationem, omnem dicendi facultatem supergreditur. Ut paucis omnia dicam, totus hic locus pascendis oculis, reficiendis animis dicatus est. Pulchra sunt oppida Gandavum, Antwerpia, Lovanium et Mechlinia, sed nihil ad Brugas.
Of in het Nederlands:
De pracht en praal van openbare en particuliere gebouwen in deze stad overtreft alle uitdrukking. Om alles samen te vatten, deze hele plek is gewijd aan het strelen van de ogen en het verfrissen van de geest. Gent, Antwerpen, Leuven en Mechelen zijn prachtige steden, maar ze betekenen niets als u ze vergelijkt met Brugge.

## Werken
De hoofdwerken van Barlandus zijn:
- Libelli tres, conscripti his, qui jucunda, et utili rerum cognitione capiuntur (1520). Dit bevat een geschiedenis van Holland, een geschiedenis van Utrecht en een biografie van Karel de Stoute.
- Dialogi XLII ad profligandam e scholis barbariem utilissimi (1524). Later verschenen uitgebreide drukken.
- Rerum gestarum a Brabantiae ducibus gestarum historia (1526) (uitgave 1665). Barlandus' biograaf Daxhelet schrijft hierover: “Par l’intérêt que Barlandus sut mettre dans son récit, par la simplicité et le naturel d’expression, par l’excellence du latin et la note de bon sens que l’on y trouve à chaque page, la Cronica devint comme le locus classicus de l’histoire du Brabant, et le resta pendant plus d’un siècle” (Daxhelet (1938) 117).
- Die cronijcke van Brabãt int corte. Dat is die historie der hertoghen van Brabant (1554?). Gedigitaliseerde tekst
- Tevens zijn 69 brieven van de hand van Barlandus bekend.